# Proyección gnomónica

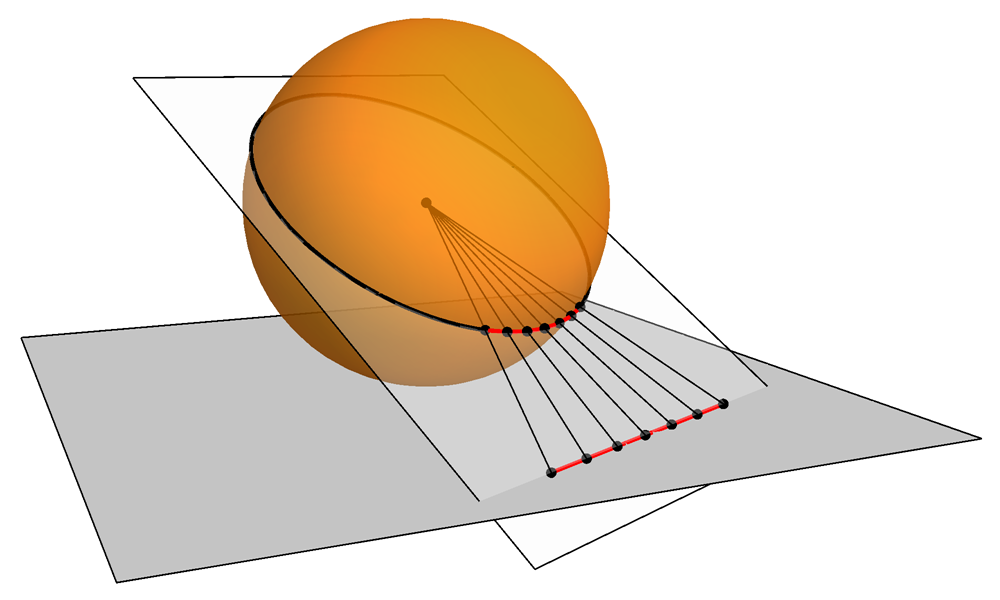
Los círculos mayores se proyectan como líneas rectas en la proyección gnomónica,

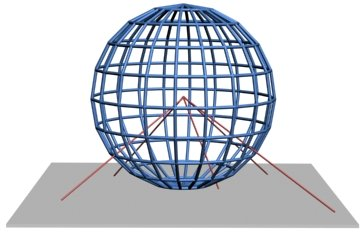
Esquema ilustrativo de una proyección azimutal gnomónica.

La proyección gnomónica (denominada también como proyección central) es una proyección geográfica caracterizada por tener simetría radial alrededor del punto central (perspectiva centrográfica). Es decir, mediante esta proyección, cualquier punto de una esfera es conectada desde su centro por una línea hasta que interseca en un plano tangente a la esfera (denominado plano de proyección). 

## Concepto
Se puede imaginar como la proyección de un foco de luz sobre un plano tangencial a la Tierra, en el que el foco de luz se sitúa en el centro de la Tierra. La escala aumentará rápidamente del centro al exterior. Con este concepto los círculos máximos se proyectan como líneas rectas en el plano de proyección. El círculo máximo y el punto central forman un plano que interseca en una línea recta en el plano de proyección. Los círculos menores forman secciones cónicas en el plano de proyección. Esto se debe a que los círculos menores forman con el centro de la esfera un cono mediante las generatrices, la intersección del cono forma las cónicas correspondientes.

## Usos
La proyección gnomónica posee varias utilidades en el terreno de la cartografía (mediante el trazado de las cartas gnomónicas) y en gnomónica en el trazado y diseño de algunos relojes solares. 

### Cartografía
En las cartas gnomónicas elaboradas mediante esta proyección toda línea recta es un círculo máximo terrestre y el camino más corto entre dos puntos de la Tierra. Se usa en la navegación aeronáutica para trazar los rumbos verdaderos. Con este sistema no se puede representar un hemisferio completo. 
En la proyección polar todos los meridianos son líneas rectas y se disponen radialmente, en la proyección ecuatorial son líneas rectas el ecuador y los meridianos, que se disponen verticalmente, en la proyección oblicua son líneas rectas el ecuador y los meridianos.

### Gnomónica
Es empleada esta proyección en el trazado y diseño de las escalas temporales de algunos relojes de sol, así como meridianas solares. 